# Король Павло Федорович
У Вікіпедії є статті про інших людей з прізвищем Король
Коро́ль Павло́ Фе́дорович (11 листопада 1923, Київ, УРСР — 24 травня 2005, Пенсільванія) — радянський і український кінооператор. Нагороджений значком «Відмінник кінематографії СРСР».

## Життєпис
Народився в родині робітника.
Учасник Великої Вітчизняної війни.
Закінчив операторський факультет Всесоюзного державного інституту кінематографії (1962).
З 1939 р. працює на Київській кіностудії художніх фільмів ім. О. П. Довженка: майстром точної апаратури (1939—1947), асистентом оператора (1947—1958), з 1958 р. — оператор комбінованих зйомок.
Викладав у Київському державному інституті театрального мистецтва ім. І. Карпенка-Карого.
В 1966—1994 рр. був членом Спілки кінематографістів України.
1994 р. емігрував з України.

## Фільмографія
Брав участь у створенні стрічок:
- «Якби каміння говорило...» (1957, асистент оператора)
- «Коли починається юність» (1959)
- «Далеко від Батьківщини»
- «Це було навесні»
- «Літак відлітає о 9-й» (1960)
- «Повія» (1961)
- «Морська чайка»
- «Наймичка» (1963)
- «Сон»
- «Ракети не повинні злетіти» (1964)
- «Немає невідомих солдатів»
- «Місяць травень»
- «Перевірено — мін немає» (1965)
- «Циган»
- «Туманність Андромеди» (1967)
- «Білі хмари»
- «Карантин» (1968)
- «Увага, цунамі!»
- «Варчина земля» (1969, т/ф)
- «Хліб і сіль» (1970)
- «Комісари» (1970)
- «Крутий горизонт»
- «Де ви, лицарі?»
- «В'язні Бомона»
- «Бумбараш» (т/ф)
- «Іду до тебе...»
- «Тронка» (1971)
- «Лаври» (1971)
- «Адреса вашого дому» (1972)
- «Тут нам жити»
- «Новосілля» (1973)
- «Юркові світанки» (1974, т/ф, 4 с)
- «Поцілунок Чаніти» (1974)
- «Дивитись в очі»
- «Втеча з палацу» (1975)
- «Пам'ять землі» (1976)
- «Запрошення до танцю» (1977)
- «Спокута чужих гріхів» (1978)
- «Дощ у чужому місті»  (1979)
- «„Мерседес“ втікає від погоні» (1980
- «Скляне щастя»
- «Старі листи» (1981)
- «Останній гейм» (1981) та ін.